# Lalmonirhat (Distrikt)

Lage von Lalmonirhat in Bangladesch

Lalmonirhat (bengalisch: লালমনিরহাট) ist ein Distrikt in Rangpur. Die im Hauptstadt des Distrikts bildet die gleichnamige Stadt Lalmonirhat. Die Gesamtfläche des Distrikts beträgt 1247,37 km². Der Distrikt setzt sich aus 5 Upazilas zusammen.  Lalmonirhat ist seit 1984 ein eigener Distrikt. Es heißt, dass der Bezirksname Lalmonirhat von dem Namen
Lalmoni, einer wohlhabenden Dame, die ein großes Grundstück für den Bau der Lalmonirhat Railway Station gespendet haben soll.
Lalmonirhat liegt nördlich von Koch Bihar und Jalpaiguri (Westbengalen), südlich von Ranpur, östlich von Kurigram und Koch Bihar und westlich von Rangpur und Nilphamari. Die internationale Grenze des Distrikts mit Indien ist 281,6 km lang. Der Distrikt hat 1.256.099 Einwohner (Volkszählung 2011). Die Alphabetisierungsrate liegt bei 46,1 % der Bevölkerung. 86,0 % der Bevölkerung sind Muslime, 13,9 % sind Hindus und 0,1 % sind Christen, Buddhisten oder sonstige.
Das Klima ist tropisch und das ganze Jahr über warm. Die jährliche Durchschnittstemperatur dieses Distrikts variiert von maximal 32,3 Grad Celsius bis minimal 11,2 Grad. Die jährliche Niederschlagsmenge beträgt 2931 mm (2011) und die Luftfeuchtigkeit ist ganzjährig hoch.
Die Wirtschaft des Distrikts ist vorwiegend von der Landwirtschaft geprägt. Angebaut werden vorwiegend Reis, Jute, Weizen, Kartoffeln, Tabak, Baumwolle und Ingwer. Laut der Volkszählung von 2011 arbeiten 72,9 % der Arbeitskräfte in der Landwirtschaft, 22,5 % im Dienstleistungssektor (meist in informellen Verhältnissen) und 4,6 % in der Industrie.